# Convergys
Convergys est une entreprise de services du numérique, spécialisé dans les centres d'appels, basée à Cincinnati dans l'Ohio.

## Histoire
En janvier 2014, Convergys acquiert Stream Global Services pour 820 millions d'euros, gagnant ainsi 40 000 employés